# Alwegbahn

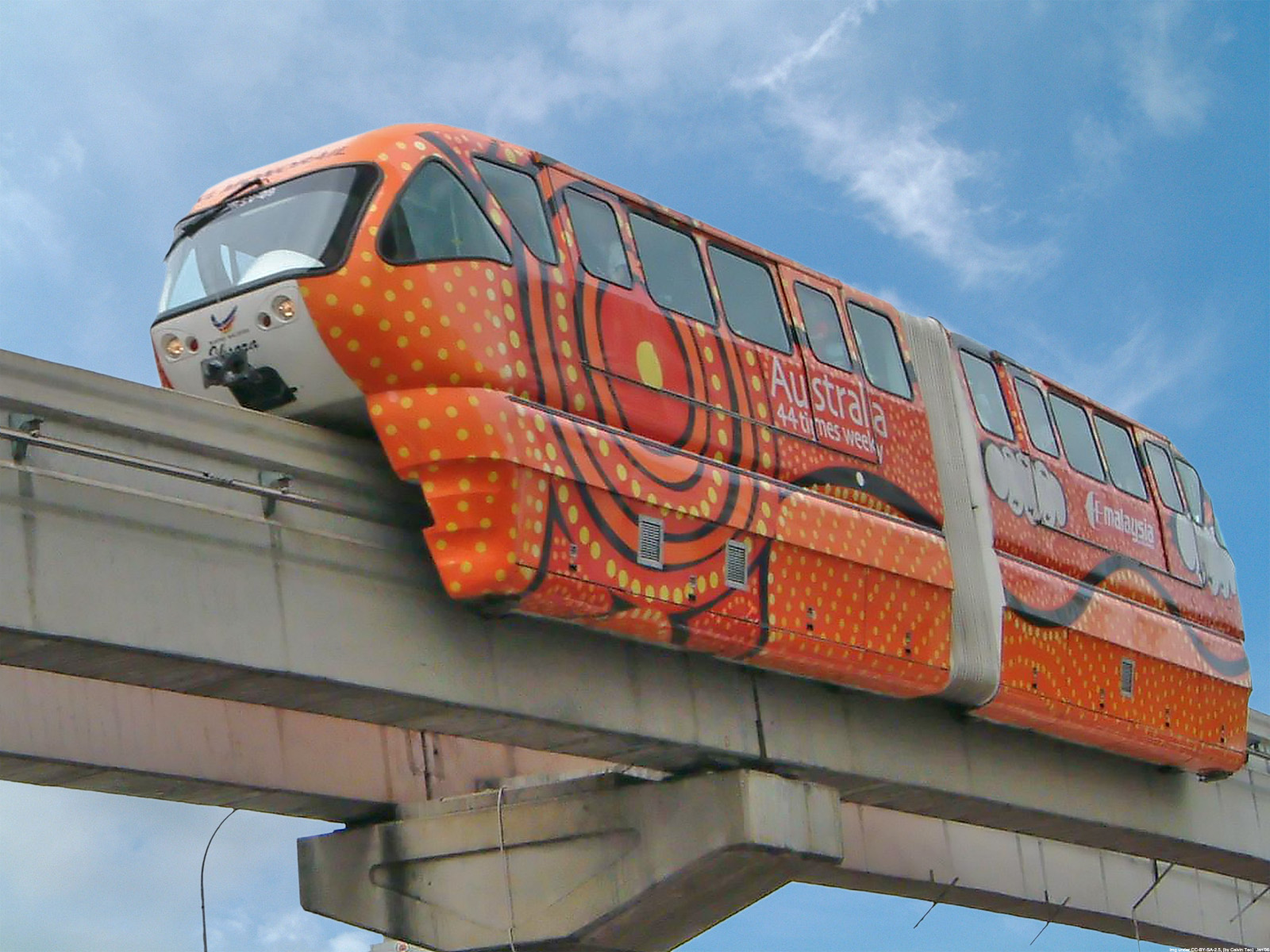
Alwegbahn in Kuala Lumpur (2003)

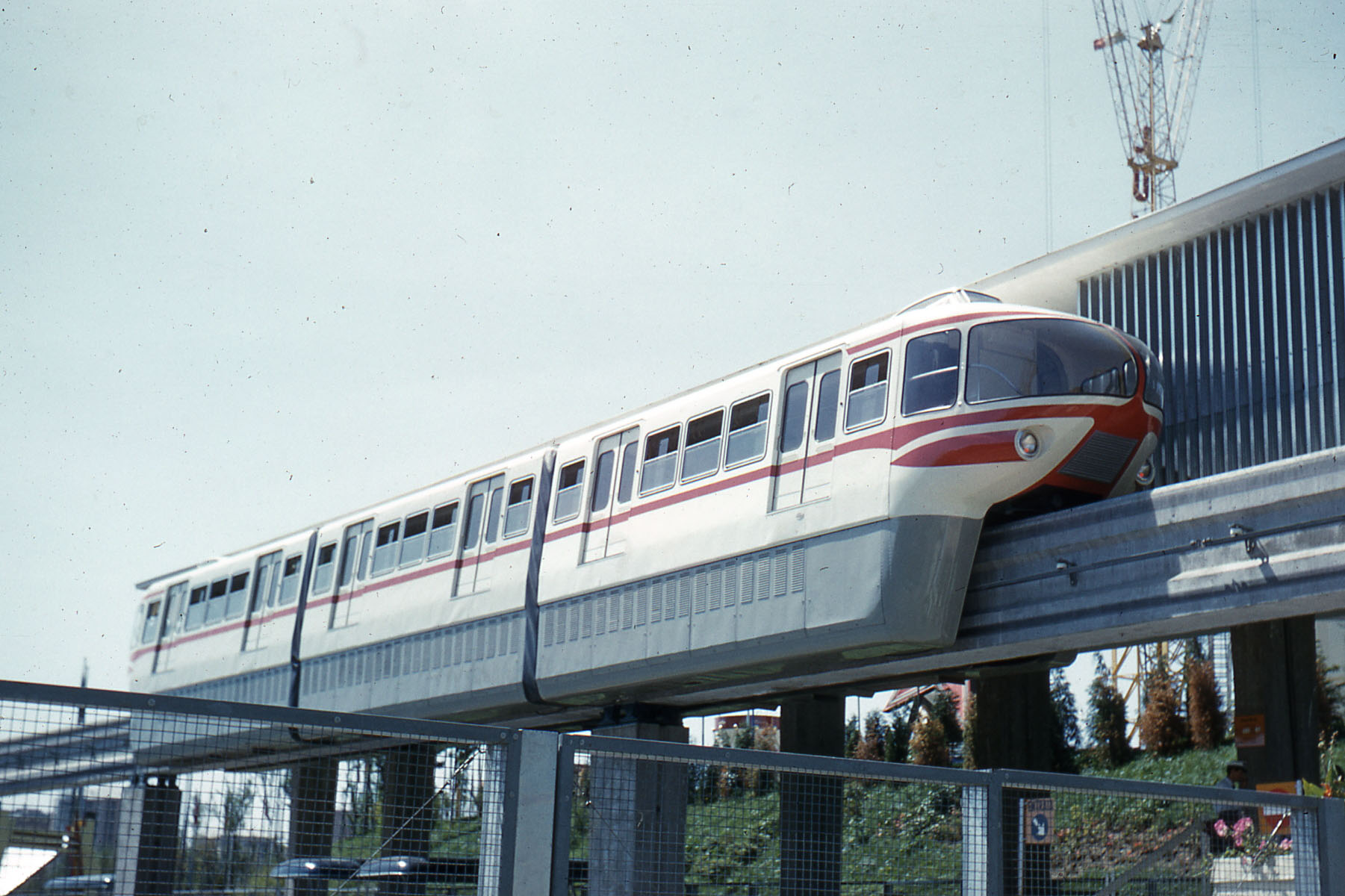
Alwegbahn in Turin (1961)

Alwegbahn ist die Bezeichnung einer stehenden Einschienenschnellbahn-Bauart. Vorarbeiten dazu waren bereits in den 1940er Jahren in Hamburg ausgeführt worden. Mit finanzieller Unterstützung des Initiators und schwedischen Multimillionärs Axel Lennart Wenner-Gren wurde nach Gründung der Bundesrepublik in Köln-Fühlingen eine aufsehenerregende Teststrecke unter der Leitung der deutschen Eisenbahningenieure Josef Hinsken und Georg Holzer aufgebaut. Eine Umsetzung im deutschsprachigen Raum kam trotz hoher Erwartungen mit Ausnahme der Panoramabahn nie zustande. Einige Einzelstrecken wurden vor allem im asiatisch-pazifischen Bereich realisiert. Bekannt wurde insbesondere die Nutzung in einzelnen Disney-Parks.

## Technisches Konzept
Beim Alwegsystem werden als Fahrzeuge Wagen mit Drehgestellen verwendet, die mit zwillingsbereiften Tragrädern und ebenfalls luftbereiften Führungsrädern ausgerüstet sind. Die Wagen sitzen auf aufgeständerten Fahrbalken aus Beton oder Stahlprofil auf und umschließen den Fahrweg teilweise. Die Fahrbalken besitzen einen rechteckigen Querschnitt, der oft seitlich leicht sanduhrförmig eingezogen ist. Nach ersten Prototypen mit Dieselantrieb wurde später ein elektrischer Antrieb verwendet. Die Stromversorgung (Gleichstrom) wird dabei über eine seitlich bestrichene Stromschiene hergestellt.
Alwegbahnen in verschiedenen Versionen und Ausführungen

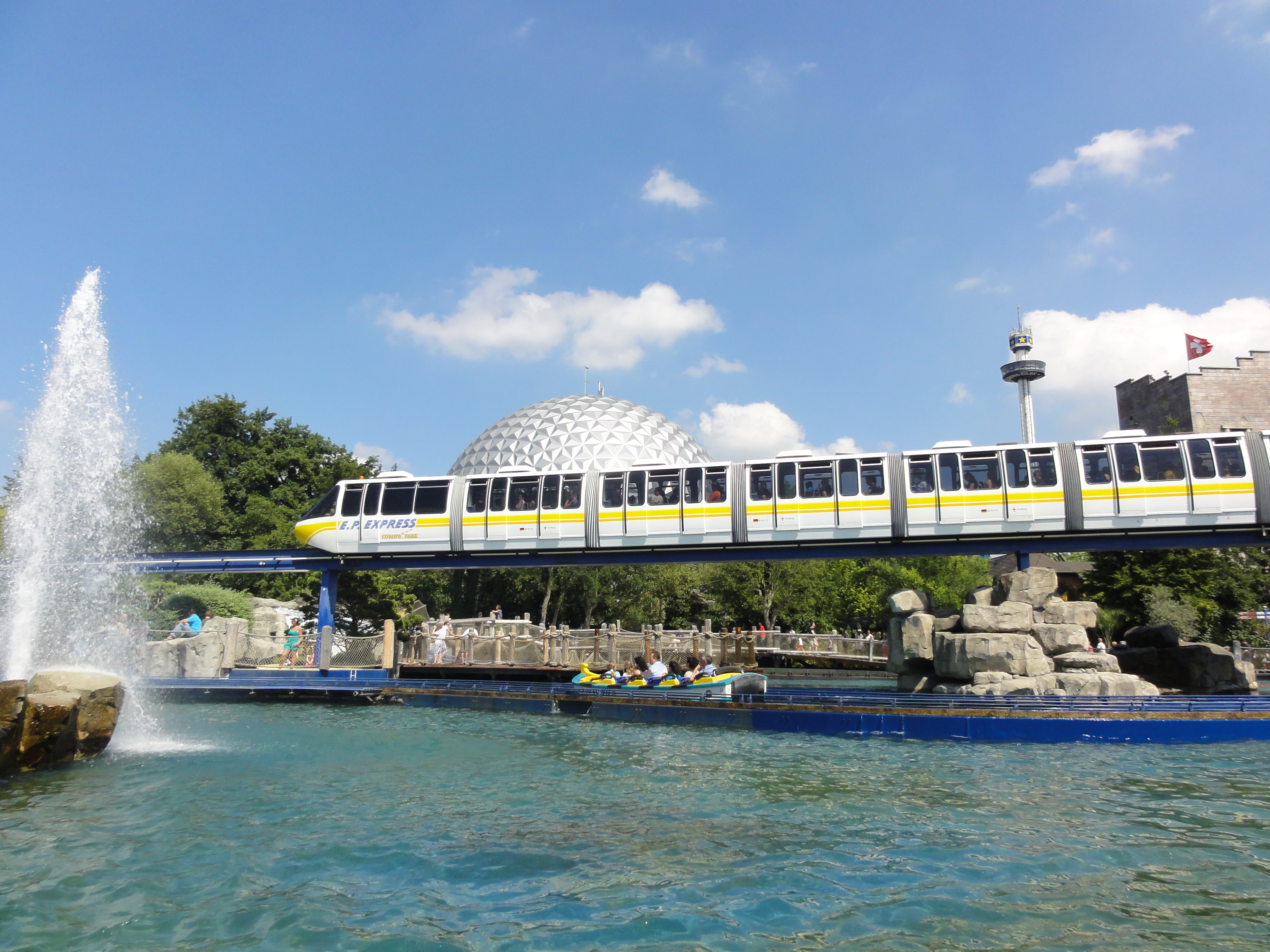
Im Europa-Park (Deutschland)
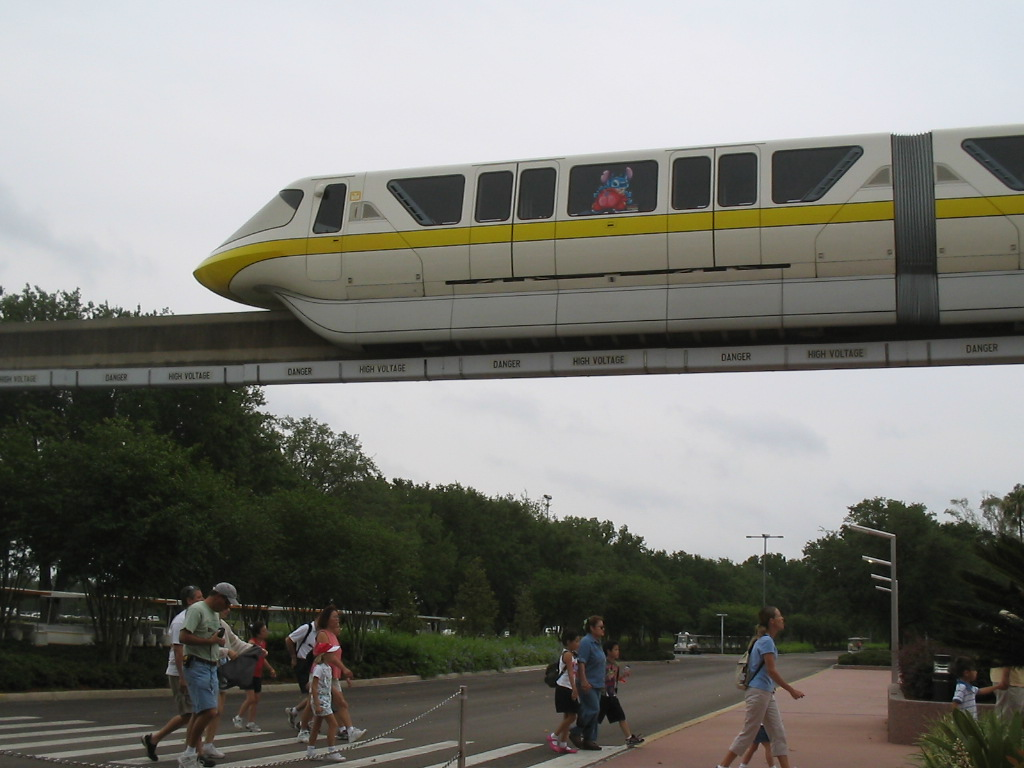
In Disneyworld (USA)
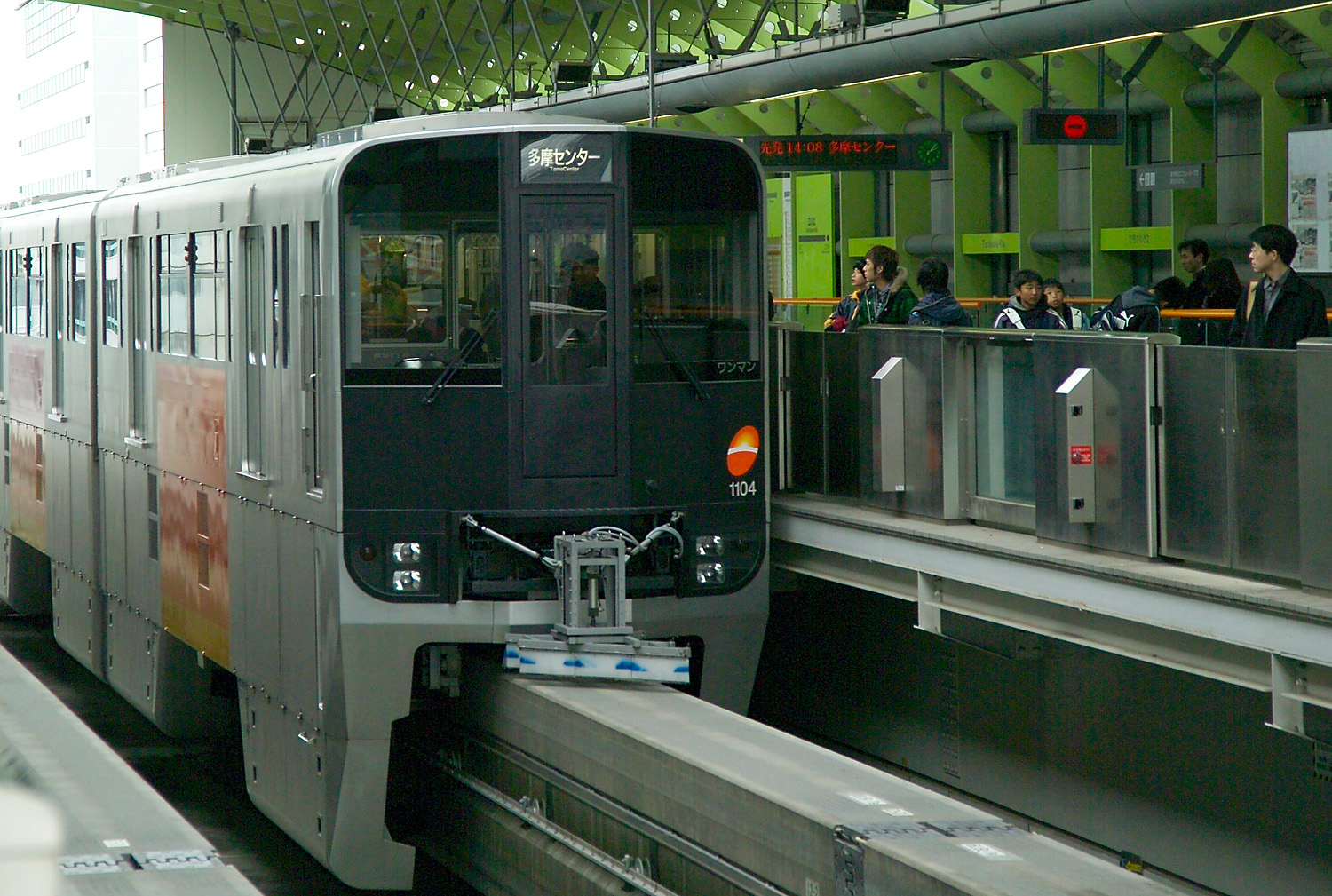
In Tama (Japan)
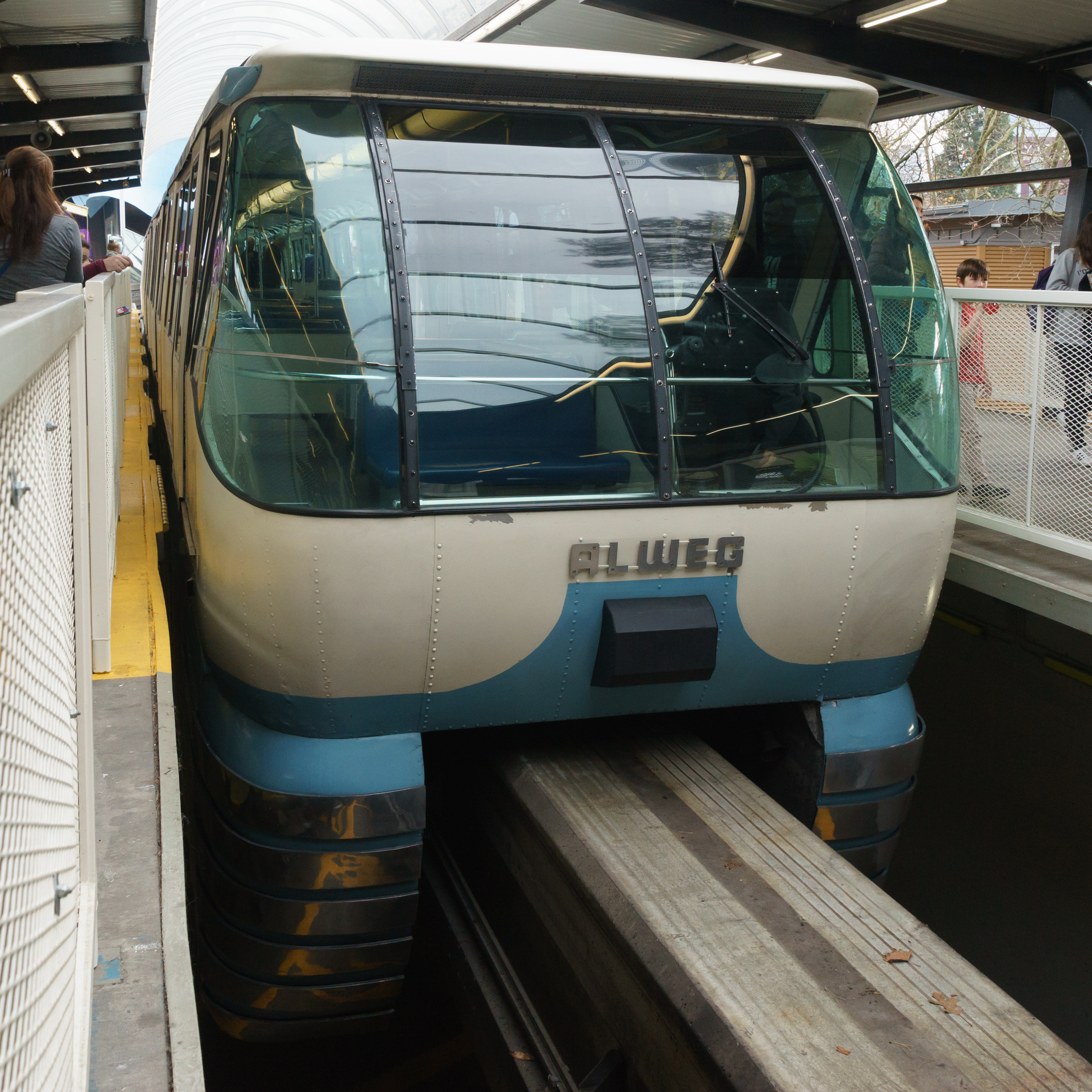
In Seattle (USA)

## Antriebskonzept

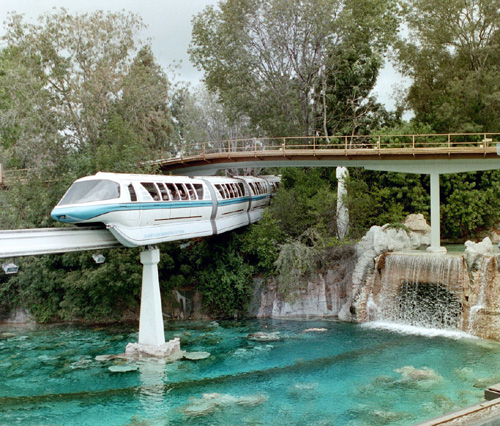
Alwegbahn in Disneyland

Während der ersten Entwicklungsphase der Alweg-Einschienenbahn Anfang der 1950er Jahre waren auch alternative Antriebskonzepte – insbesondere auch eine Magnetschwebetechnik nach dem Linearmotor-Konzept – im Gespräch, kamen aber über einen Modellstatus nie hinaus. Ursprünglich war als Einsatzgebiet neben Industriebahnen und Nahverkehr auch der Hochgeschwindigkeits-Fernverkehr vorgesehen, wobei die maximale Geschwindigkeit bei 300 km/h liegen sollte. In den Medien wurden das aufsehenerregende futuristische Aussehen und das hohe internationale Interesse an der „Schnellbahn von morgen“ betont. Wirtschaftsminister Ludwig Erhard betonte anlässlich einer Besichtigungsfahrt das deutsche Interesse an einer Technologieführerschaft in diesem Bereich. Ein Engagement des Bundes wurde später aber wegen mangelnder Exportaussichten ausgeschlossen, so dass eine deutsche Referenzanlage nie zustande kam.

## Technische Vorteile gegenüber klassischen Zweischienenbahnen

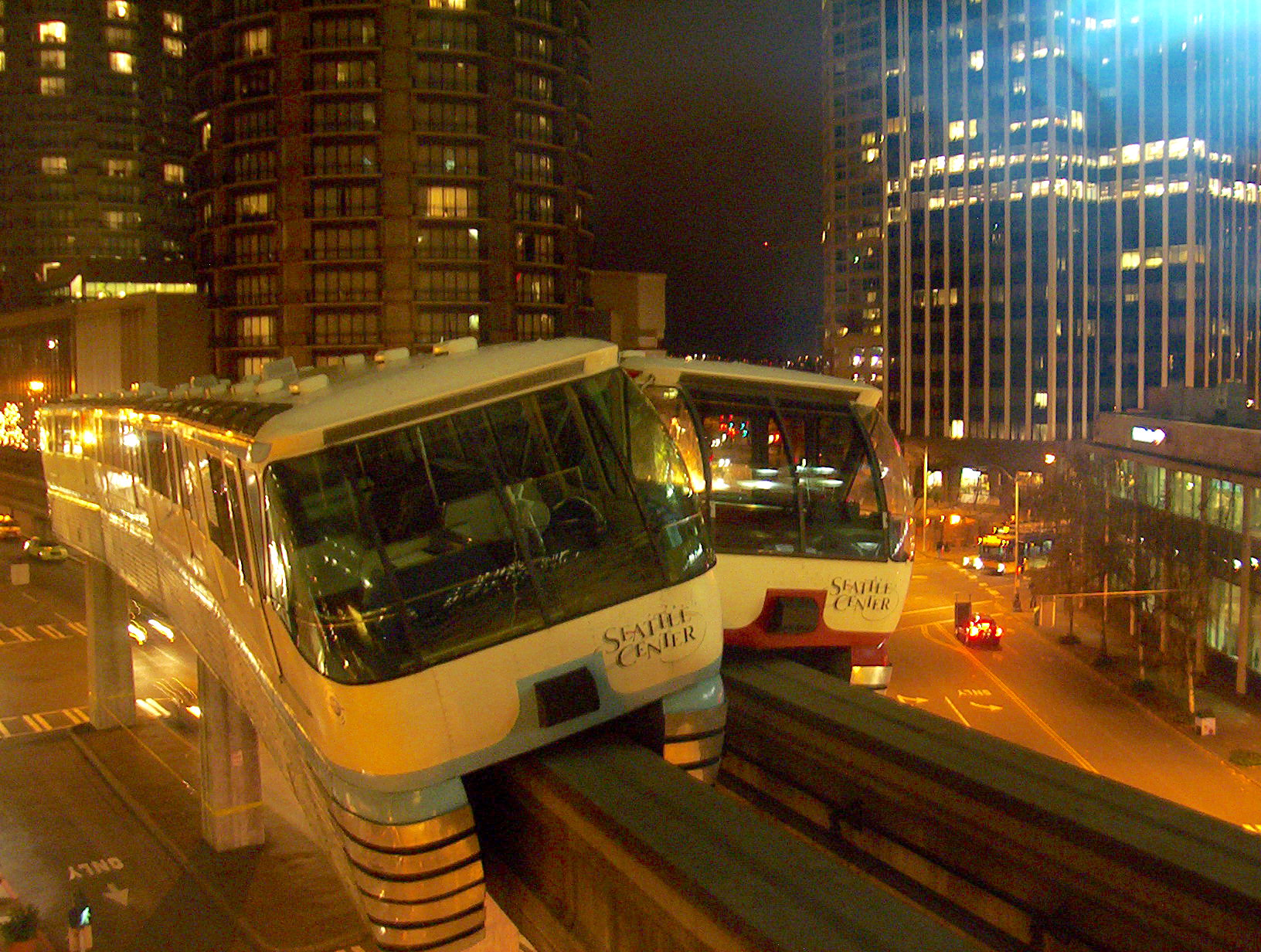
Entgleisungssicherheit der Alwegbahn trotz Zusammenstoß in Seattle

Von den Alwegherstellern wurden als Vorteil gegenüber klassischen Zweischienenbahnen herausgestellt:
- die erhöhte Sicherheit (Zusammenprall, Entgleisung)
- die Möglichkeit einer automatischen Zugsteuerung
- die deutlich platzsparende Trassierung mit engeren Bogenradien auf aufgeständerten Hochbahntrassen, auch etwa parallel zu existierenden Autobahnen
- der niedrigere Energieverbrauch wegen des eng an den Fahrträger angeschmiegten Fahrzeugs und des besseren aerodynamischen Profils
- die Möglichkeit, durch neue Antriebskonzepte Geschwindigkeiten bis um 300 km/h zu erreichen

## Geplante und realisierte Anwendungen
Im Gespräch waren unter anderem längere Strecken in Brasilien, Südafrika, eine europäische Querverbindung von Hamburg nach Madrid, einige Nahverkehrsstrecken sowie ein Flughafenzubringer in München und Stadtverbindungslinien in der Schweiz sowie im Ruhrgebiet.

### Testversion und technische Realisierung

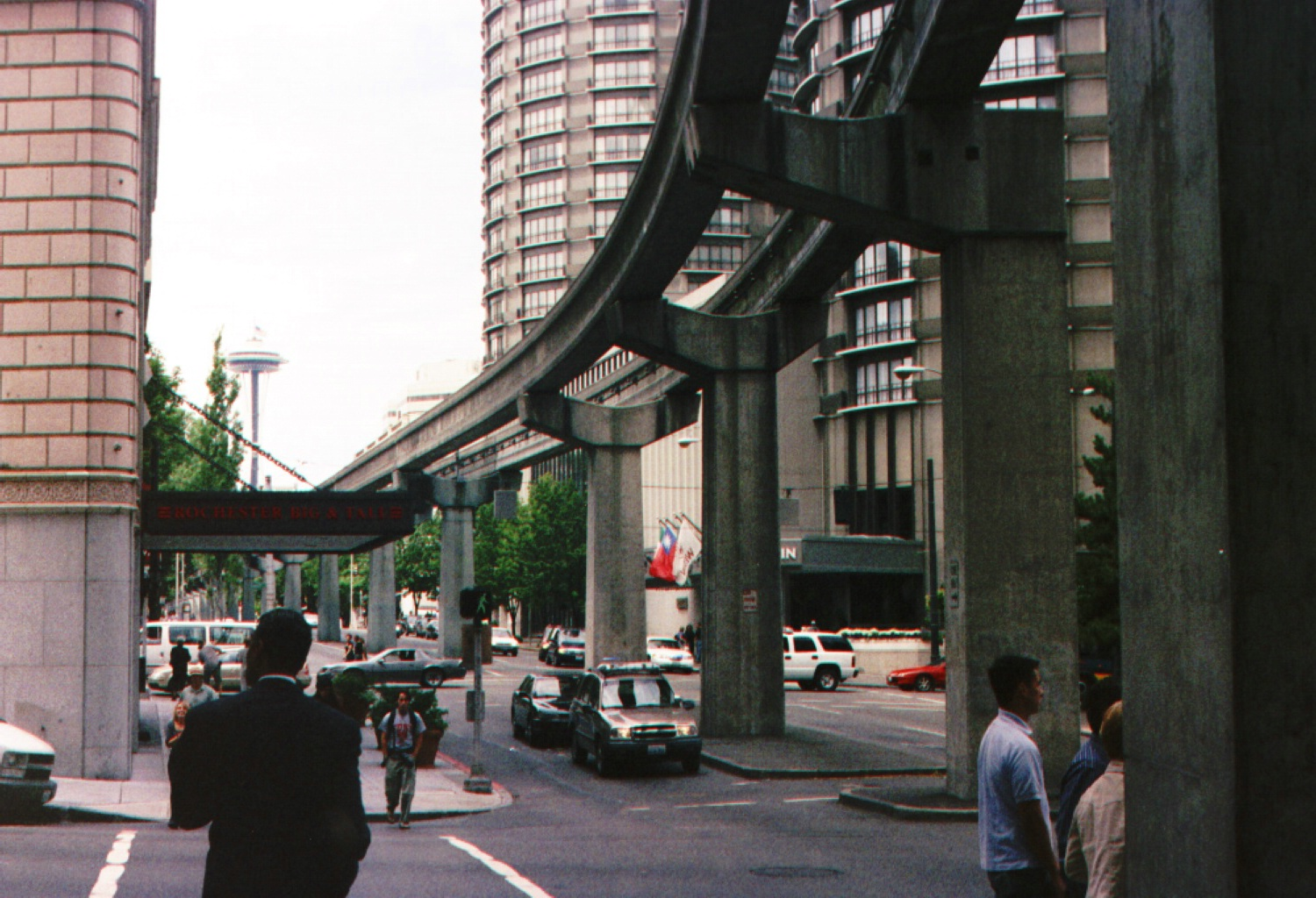
Alwegbahnfahrweg

Ein funktionsfähiges Modell der Alwegbahn wurde 1952 in Köln-Fühlingen im Maßstab 1:2,5 gebaut. Am 8. Oktober 1952 wurde damit die erste öffentliche Versuchsfahrt auf einer Strecke in der Fühlinger Heide durchgeführt. Die Alwegbahn fährt auf einem Betonbalken und umgreift den Fahrweg teilweise („Sattelbahn“). Dadurch rollen ihre Gummiräder an drei Seiten des Fahrwegs: Tragräder auf der Oberseite, Führräder an der Seite. Bei der Testbahn wurden zunächst Geschwindigkeiten um 80 km/h, später um 180 km/h erreicht.
1957 entstand an gleicher Stelle eine 1,6 km lange Versuchsstrecke im 1:1-Maßstab einschließlich der erforderlichen Betriebsgebäude. Sie wurde bis 1967 mit Fahrzeugen betrieben und danach abgebaut.

### Projekte und Studien

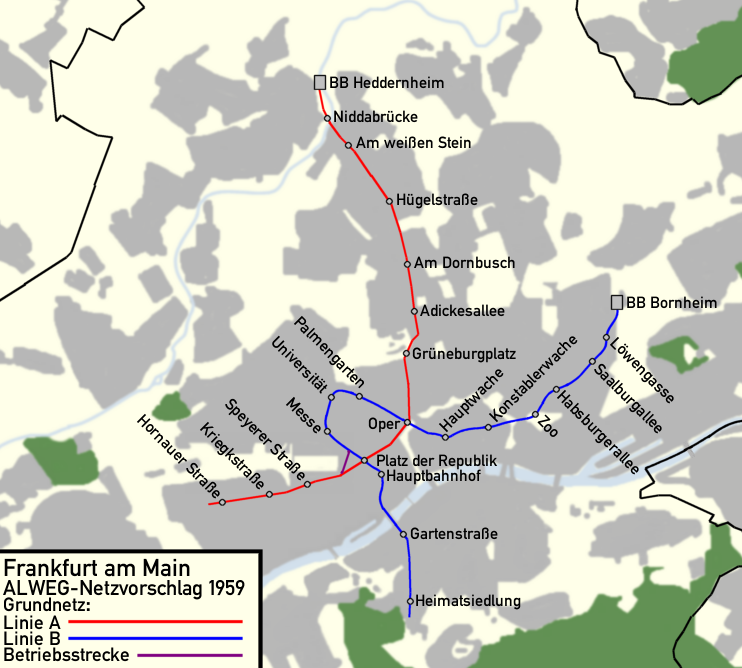
Das nie realisierte Frankfurter Alwegnetz von 1959

Interesse und Überlegungen gab es unter anderem auch zu Fernverkehrsprojekten in Brasilien, Südafrika, im britischen Kolonialreich und in Großbritannien sowie Kanada, des Weiteren im Stadtverkehr in London, Wien, Sao Paulo, Köln, Hamburg, Leverkusen und Frankfurt.
Für den Nahverkehr in Frankfurt am Main wurde 1959 zunächst ein Alwegsystem mit zwei Linien vorgeschlagen. Im Rahmen einer Vergleichsstudie, bei der das Alwegsystem mit einem U-Bahn- und einem Tiefbahnnetz verglichen werden sollte, wurde der Netzvorschlag 1961 auf fünf Linien erweitert. Da die Stadtverwaltung aber ein schrittweise zu realisierendes System favorisierte, entschied man sich für den Bau einer U-Bahn unter Einbeziehung bestehender Infrastruktur der Straßenbahn.
Ebenso weit gediehen waren Planungen Ende der 1960er Jahre für eine Nord-Süd-Strecke in Jena/DDR, für die Technik aus der Bundesrepublik hätte importiert werden müssen. Aufgrund einer Direktive zur „Störfreimachung vom Westen“ wäre dieser Import nicht mehr möglich gewesen, sodass die Pläne 1971 aufgegeben werden mussten. Dennoch wurden im Neubaugebiet Lobeda die vorgesehenen Trassen für die Alwegbahn freigehalten; heute fahren dort Straßenbahnen.
Auch in anderen Städten Europas gab es Alwegvorhaben, die nicht verwirklicht wurden. So war für Wien ab 1958 eine Alwegbahn am Gürtel und über der Mariahilfer Straße in Diskussion, welche die Wiener Elektrische Stadtbahn ersetzen sollte (siehe Wiener Alwegbahnpläne). Ungeachtet der Tatsache, dass der mächtige Finanzreferent und spätere Bürgermeister Felix Slavik das System favorisierte, entschied man sich auch hier für den teureren, aber stadtbildschonenderen Bau einer U-Bahn. Die Einschienenbahn Turin wurde für die 1961 durchgeführte Ausstellung Italia '61 eine etwa einen Kilometer lange Strecke durch das Ausstellungsgelände entlang der Schnellstraße Corso Unità d'Italia gebaut. Sie begann an einer südlichen Station in der heutigen Parkanlage Giardino Corpo Italiano di Liberazione, überquerte dort einen künstlichen See, und reichte bis zur nördlichen Endstation am Piazzale Fratelli Ceirano. Ein kurzer Abschnitt des Fahrwegs in der Parkanlage sowie die nördliche Endstation sind bis heute erhalten, die nördliche Station und Abstellhalle zur Casa UGI, einer gemeinnützigen Einrichtung für krebskranke Kinder, umgenutzt.
Aus finanziellen Gründen und wegen aussichtsreicherer Projekte beschränkte man sich bei der technischen Realisierung auf einige Einsätze im Nahverkehr. Auch bei diesen Projekten wurde in Deutschland nur die Kölner Teststrecke gebaut, die aussichtsreiche Strecke Köln – Leverkusen – Opladen kam entgegen dem Willen von Max Adenauer, Sohn von Kanzler Konrad Adenauer und damals Kölner Oberstadtdirektor, und trotz eines positiven Kölner Stadtratsbeschlusses nie zustande. Auch das Angebot der Alweg AG, die Strecke in Art einer frühen PPP vorzufinanzieren, kam nicht zum Tragen. Ursache waren mangelndes Engagement bzw. Budgetstreitigkeiten im föderalen System sowie die ablehnende Haltung der Industrie (Bayer-Leverkusen), die den Ausbau der Eisenbahnstrecken bevorzugte.

### Exporte nach Übersee und Asien, Weiterführung der Technologie
Die erste Alweganwendung war eine Besucherbahn in Disneyland, weitere Referenzen kamen insbesondere in Asien und Übersee zustande. Das Konzept der Alwegbahn fand am meisten in Japan Verwendung. Ein Lizenzvertrag für das System wurde von der Firma Krupp (Alwegeigner nach dem Tode von Wenner-Gren) mit Hitachi und der Disney Company (weiterentwickelt von Bombardier Transportation) geschlossen. Hitachi baute mehrere asiatische Alwegbahnen, unter anderem in Tokio zum Flughafen Haneda (Tōkyō Monorail), in Osaka und Singapur. In der Stadt Seattle in den USA verbindet die Einschienenbahn Seattle seit der Weltausstellung von 1962 die Innenstadt mit dem Ausstellungsgelände. Auch auf Messen und in Freizeitparks wurden Alwegbahnen gebaut, etwa der EP-Express im Europa-Park. Die am 23. April 2015 in Betrieb genommene Daegu-Monorail (Linie 3 der U-Bahn Daegu) in Südkorea ist auch eine Alwegbahn. 2017 wurde die Einschienenbahn Yinchuan in China in Betrieb genommen.

## Ursachen für die mangelnde Akzeptanz

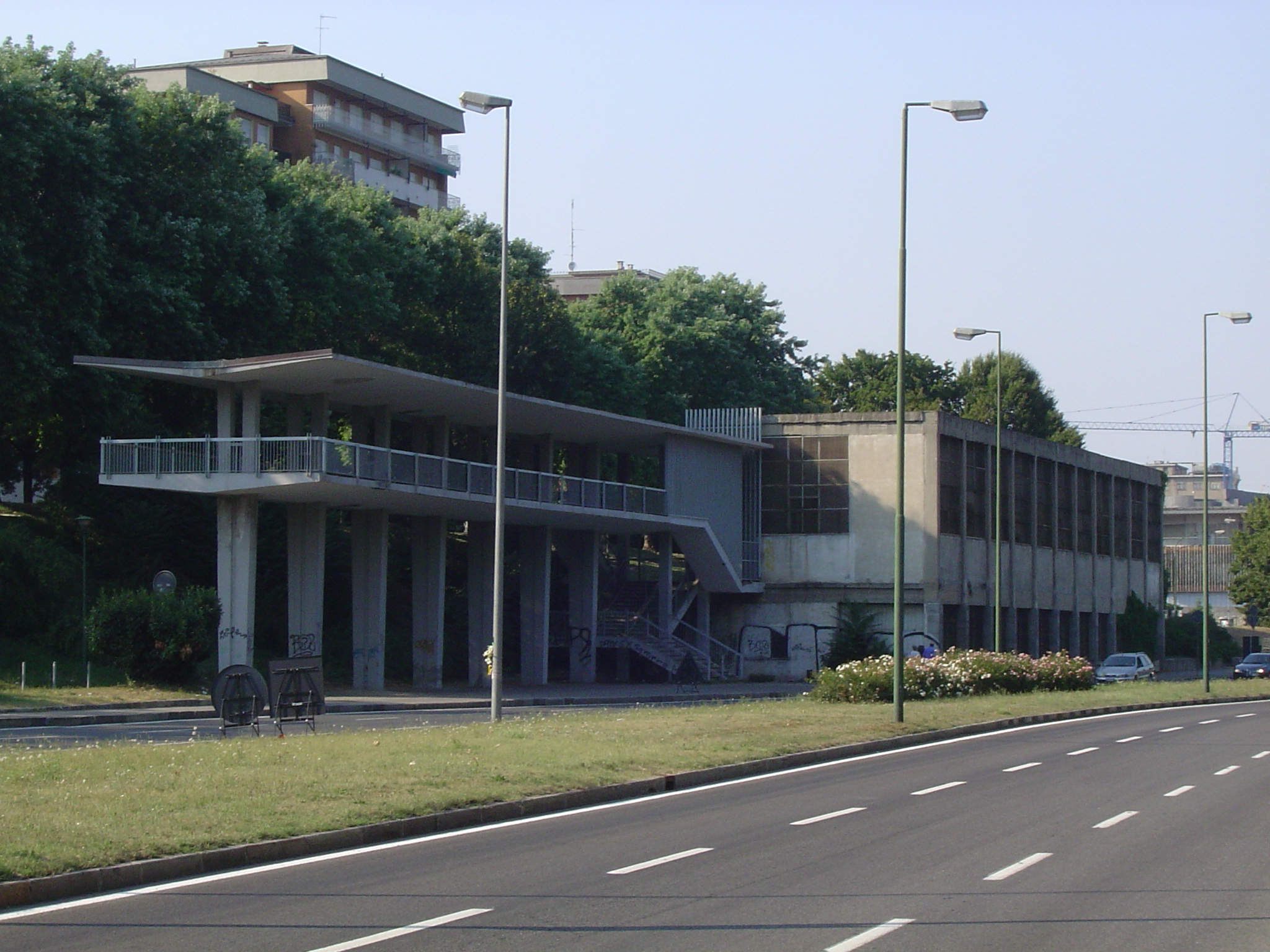
Ehemalige Stazione Nord der Alwegbahn in Turin im Jahr 2004 (vor ihrem Umbau zur Casa UGI)

Die Alwegbahn war ein Konzept der Nachkriegszeit, als Deutschland in Trümmern lag. Als modernes Konzept wurden dabei Einschienenbahnen diskutiert, die futuristisch wirken, wobei das Unternehmen Alweg, eine Tochter von Krupp, an dem innovativen System arbeitete. Konkret wurden Einschienenbahnen in Köln und Frankfurt am Main diskutiert. Aus Kostengründen und da in der Nachkriegszeit dem Automobilverkehr Priorität eingeräumt wurde, wurden die Pläne für die Alwegbahnen in Deutschland jedoch verworfen. Rolf Brincks, technischer Zeichner der Alwegbahn, ergänzte als Gründe, dass Krupp die Alwegbahn schlecht vermarktet hätte, es auch Widerstand von traditionellen Eisenbahnern gegen die Alwegbahn gab und dass ein Netzaufbau der Alwegbahn kompliziert sei, da laut Brincks Weichen lediglich in eine Richtung befahren werden können. Darüber hinaus stellt eine Vereisung des Schienenwegs sowie eine Evakuierung von Fahrgästen das System vor Herausforderungen. Schließlich löste Krupp 1967 Alweg im Rahmen finanzieller Schwierigkeiten auf.
Somit war die Alwegbahn ein zeitgeistprägendes, futuristisch anmutendes System, das in den 1950er und 1960er Jahren großes Aufsehen erregte. Gründe für die dennoch nur geringe Umsetzung in einigen kleineren Projekten (so u. a. in Turin, beim Kuala Lumpur Monorail und Sydney Monorail) lagen an der mangelnden Akzeptanz der damit verbundenen massiven Eingriffe in Stadtbild und Kulturlandschaft und der unzureichenden Kompatibilität mit dem hergebrachten Schienenverkehr.
Darüber hinaus war das Konzept auf die parallel stattfindende automobile Motorisierung und den Ausbau des Flugverkehrs nicht abgestimmt. Die Benutzung von Reifen auf einem Betonträger führte zu Verschleißproblemen im laufenden Betrieb. Durch den größeren Laufwiderstand ist der Energiebedarf ebenfalls höher als bei Zweischienenbahnen. Darüber hinaus stellte sich die Fahrt auf der Pilotstrecke deutlich holpriger als im normalen Schienenverkehr dar.
Grundlegender Nachteil im Vergleich zu Zweischienenbahnen ist die Weichenfunktion. Bei Sattelbahnen, deren Fahrzeuge den Fahrweg umfassen, sind Weichen nur in Form von Schleppweichen möglich. Bei diesen führt das stumpfe Befahren einer falsch stehenden Weiche, das bei einer Zungenweiche nur einen mit vergleichsweise geringen Folgen verbundenen Auffahrvorgang hervorruft, immer zur Entgleisung und bei aufgeständerter Trassierung auch zu einem Absturz. Zusätzlich benötigen Weichen für Sattelbahnen Umstellzeiten zwischen zehn und zwanzig Sekunden. Dadurch steigen die Fahrstraßenbildungs- und -wechselzeiten auf Werte, die insbesondere für hochbelastete innerstädtische Schnellbahnsysteme mit dichter Zugfolge unvertretbar werden. Ein Alwegbahnsystem müsste von Anfang an möglichst linienrein betrieben werden, auch verkürzte Verstärkerzugläufe sind wegen des Wegsetzens in Kehranlagen problematisch.
Zusätzlich waren anfangs wegen der in den Fahrgastraum hineinragenden Laufwerksteile keine durchgehend ebenen Wagenböden möglich, die erforderlichen Podeste in ungünstiger Lage in Wagenmitte behinderten die Verteilung der Fahrgäste. Bei später gebauten Bahnen wurden die Wagenböden in einigen Fällen höher gelegt, um wieder ebene und von Einbauten freie Fahrgasträume zu ermöglichen. Bei aufgeständerten Fahrwegen ohne begleitenden Rettungsweg ist im Störungs- oder Notfall die Hilfeleistung von außen erschwert und die Selbstrettung der Fahrzeuginsassen kaum möglich; sie erfordert in jedem Fall zusätzlich mitzuführende Fahrzeugausrüstungen.

## Rezeption
In der Simpsons-Folge Homer kommt in Fahrt wird der Bau und Betrieb einer Einschienenbahn der Bauart Alwegbahn thematisiert. In der Folge kann der Betrüger Lyle Lanley die Einwohner der fiktiven Kleinstadt Springfield vom Bau einer Monorail überzeugen. Aufgrund von Baumängeln gerät der Zug bei der Jungfernfahrt jedoch außer Kontrolle, wobei die Reise am Ende lediglich durch einen externen Eingriff gestoppt werden kann.